# Henny Porten

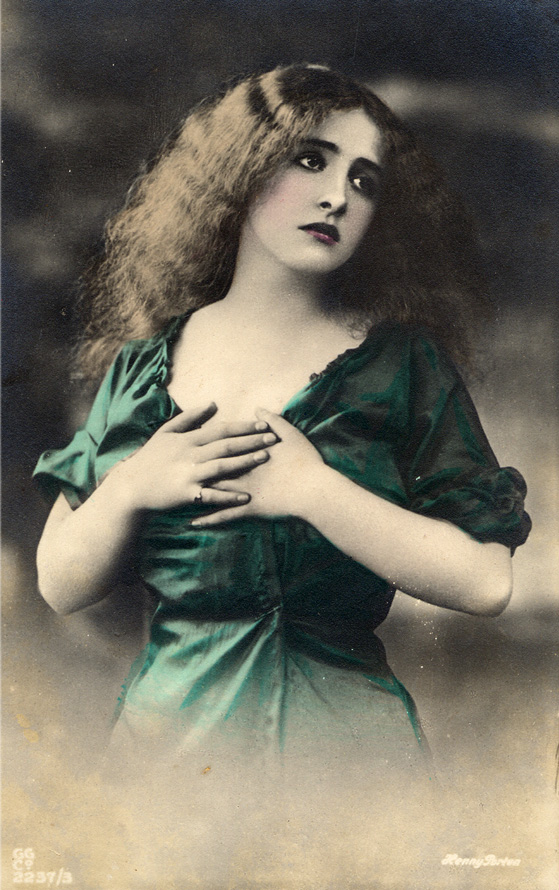
Henny Porten, 1910

Henny Frieda Ulricke Porten (n. 7 ianuarie 1890, Magdeburg, Imperiul German – d. 15 octombrie 1960, Berlin, RDG) a fost o actriță de cinema germană în perioada filmului mut. Era fiica regizorului Franz Porten.

## Filmografie selectivă
- 1906 Meißner Porzellan, regia Franz Porten (scurtmetraj)
- 1906 Tannhäuser, regia Franz Porten (scurtmetraj)
- 1908 Funiculi Funicula, regia Franz Porten (scurtmetraj)
- 1910 Lohengrin, regia Franz Porten
- 1910 Weh dass wir Scheiden Müssen, regia Franz Porten
- 1910 Linda von Chamonix, regia Franz Porten
- 1910 Im Fasching, regia Franz Porten
- 1910 Die kitzlige Jungfrau, regia Franz Porten
- 1910 Das Geheimnis der Toten, regia Franz Porten
- 1913 Das Opfer, regia Curt A. Stark
- 1913 Der Weg des Lebens, regia Curt A. Stark
- 1913 Ungarische Rhapsodie, regia Rudolf Biebrach
- 1914 Ihre Hoheit, regia Curt A. Stark
- 1914 Adoptivkind, regia Rudolf Biebrach
- 1915 Das Schicksal der Gabriele Stark, regia Rudolf Biebrach
- 1915 Nur nicht heiraten, regia Carl Froelich
- 1915 Die Wellen schweigen, regia Rudolf Biebrach
- 1916 Das große Schweigen, regia Rudolf Biebrach
- 1916 Ihr bester Schuß, regia Rudolf Biebrach
- 1918 Der Trompeter von Säckingen, regia Franz Porten
- 1918 Gräfin Küchenfee, regia Robert Wiene
- 1918 Die Heimkehr des Odysseus, regia Max Obal
- 1918 Die Sieger, regia Rudolf Biebrach
- 1918 Die Dame, der Teufel und die Probiermamsell, regia Rudolf Biebrach
- 1919 Segreta passione (Irrungen), regia Rudolf Biebrach
- 1919 I due mariti di Ruth (Die beiden Gatten der Frau Ruth), regia Rudolf Biebrach

- 1919 Rose Bernd, regia Alfred Halm
- 1919 Il viaggio nell'azzurro (Die Fahrt ins Blaue), regia Rudolf Biebrach
- 1920 Due sorelle (Kohlhiesels Töchter), regia Ernst Lubitsch
- 1920 Die goldene Krone, regia Alfred Halm
- 1920 Anne Boleyn (Anna Boleyn), regia Ernst Lubitsch
- 1921 Valea vulturilor (Die Geierwally), regia Ewald André Dupont
- 1921 Hintertreppe, regia Leopold Jessner și Paul Leni
- 1922 Frauenopfer, regia Karl Grune
- 1923 Die Liebe einer Königin, regia Ludwig Wolff
- 1923 Neguțătorul din Veneția (Der Kaufmann von Venedig), regia Peter Paul Felner
- 1923 Das alte Gesetz, regia Ewald André Dupont
- 1924 La contessa Donelli (Gräfin Donelli), regia Georg Wilhelm Pabst
- 1925 Vițelul de aur (Das goldene Kalb), regia Peter Paul Felner
- 1925 Kammermusik, regia Carl Froelich
- 1926 Rosen aus dem Süden, regia Carl Froelich
- 1927 Meine Tante - deine Tante, regia Carl Froelich
- 1929 Mutterliebe, regia Georg Jacoby
- 1930 Kohlhiesels Töchter, regia Hans Behrendt
- 1931 24 Stunden aus dem Leben einer Frau, regia Robert Land
- 1934 Mutter und Kind, regia Hans Steinhoff
- 1935 Krach im Hinterhaus, regia Veit Harlan
- 1938 Der Optimist, regia E.W. Emo
- 1939 La signora del 3 piano (War es der im 3. Stock?), regia Carl Boese
- 1941 Comedianți (Komödianten), regia Georg Wilhelm Pabst
- 1943 Sinfonia tragică (Symphonie eines Lebens), regia Hans Bertram
- 1944 Familie Buchholz, regia Carl Froelich
- 1950 Absender unbekannt, regia Ákos Ráthonyi
- 1955 Domnișoara de Scuderi (Das Fräulein von Scuderi), regia Eugen York